# 長尾智子
長尾智子（ながお ともこ）は、日本の料理研究家。

## 人物・来歴
東京都出身。自然食のメニュー開発、ケータリング業務などを経て、1992年に独立し、雑誌、広告を中心に活動。現在は食品メーカーのコンサルタント、カフェのメニュー開発、雑誌の連載、単行本の出版、エッセイの執筆などを行う。 

## 著書
- 『ニュースタンダードディッシュ』柴田書店, 1997.7
- 『アジアンテイスト 素材を知ればもっとおいしい』柴田書店, 1998.10
- 『英国アフタヌーンティーのお菓子』PARCO, 1998.3
- 『アメリカで見つけたナチュラルレシピ サンフランシスコとニューヨークからの心と体にやさしい一皿』講談社, 1998.9
- 『長尾食堂』料理・スタイリング・文. マガジンハウス, 1999.10
- 『スイートヒットパレード 13のお菓子の基本と大きくふくらむバリエーション』学習研究社, 2000.10
- 『お茶にあう和風のおかし おとなのためのお菓子集』柴田書店, 2000.4
- 『ベジマニア おいしく食べよう!豆・米・野菜』文化出版局, 2001.4
- 『シンプル・おいしい・野菜レシピ』(生活実用シリーズ)日本放送出版協会, 2001.5
- 『スープブック!』学習研究社, 2002.11
- 『スイートヒットパレード』学習研究社, 2002.2
- 『日々の食卓 ひとつひとつの素材から広がるレシピ』学習研究社, 2003.5
- 『デイリーフード』文化出版局, 2005.9
- 『わたしとバスク』(クウネルの本)マガジンハウス, 2006.12
- 『お料理コーディネイト帖』集英社, 2007.10
- 『今日のデザート帖』高橋ヨーコ 写真. メディアファクトリー, 2007.3
- 『ベジダイアリー おいしい毎日のための野菜日記』文化出版局, 2009.5
- 『あさ・ひる・ばん・茶 日々の小話64』文化学園文化出版局, 2010.6
- 『お鍋ひとつで、できること。 おいしく蒸す、こんがり焼く、やわらかく煮る。』エイムック [エイ]出版社, 2011.1
- 『長尾智子の毎日を変える料理 作って楽しい・食べてうれしい・長尾式料理教室』柴田書店, 2012.10
- 『長尾智子の料理1,2,3』正続　暮しの手帖社, 2012-13
- 『やさい歳時記 旬の料理と器の出会い』集英社, 2013.4
- 『あなたの料理がいちばんおいしい 85レシピと10の話』KADOKAWA, 2015.5
- 『食べ方帖 自分を養う毎日のメニュー』文化学園文化出版局, 2017.3
- 『ティーとアペロ お茶の時間とお酒の時間140のレシピ』柴田書店, 2018.12

### 共著
- 『おいしい時間のつくりかた』料理・文, 高橋みどり コーディネート. メディアファクトリー, 1999.3
- 『スチームフード』福田里香共著. 柴田書店, 2003.1
- 『独白ニュースレター』松浦弥太郎共著. DAI-X出版, 2005.12